# Hunan Nonferrous Metals
Hunan Nonferrous Metals Corp (HNC) ist ein chinesisches Unternehmen mit Unternehmenssitz in Zhuzhou (Provinz Hunan), das sich auf den Abbau von Zink und anderen Nichteisenmetallen spezialisiert hat. HNC ist der größte Produzent von Nichteisenmetallen der VR China. Seit 2006 ist HNC an der Hong Kong Stock Exchange notiert.

## Tätigkeitsfelder
Neben dem Zinkabbau betreibt das staatseigene Unternehmen die größten Wolfram- und Wismutbergwerke der Welt. Darüber hinaus werden weitere Metalle, wie Antimon, Blei, Silber, Tantal und Niobium abgebaut.
HNC übernimmt bei der Metallproduktion die vollständige Prozesskette. Dies umfasst die geologische Exploration von Rohstoffvorkommen, den Abbau der Lagerstätten und die Aufbereitung. Auch die Verhüttung der Erze, die Raffination und Veredlung der Rohmetalle sowie die Wertschöpfung, deren weitere Schritte vom verarbeiteten Metall abhängen, werden direkt vom Unternehmen übernommen.
HNC stellt ebenfalls Zementcarbide her.